# 1899 ve fotografii

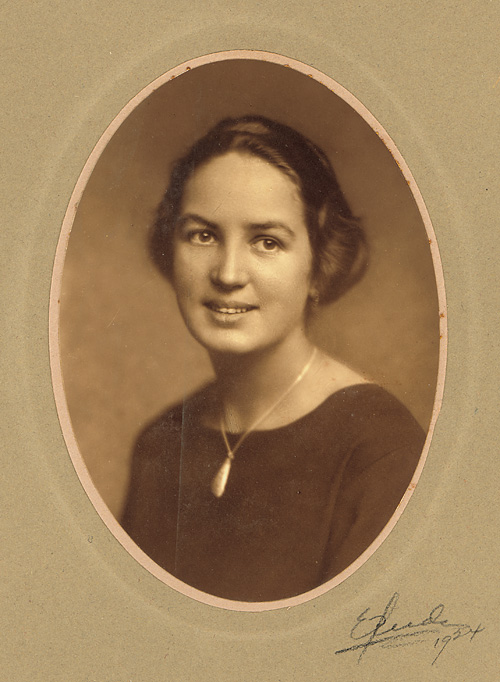
Dne 15. listopadu se narodila norská fotografka Elisabeth Meyer

Tento článek obsahuje významné fotografické události v roce 1899.

## Události
- Byla založena firma Mittet & Co.

## Narození v roce 1899
- 19. února – Eiko Jamazawa, japonská fotografka († 16. července 1995)
- 18. března – Max Alpert, sovětský novinářský fotograf († 30. listopadu 1980)
- 23. března – Ilse Bing, německá avantgardní a komerční fotografka († 10. března 1998)
- 23. května – Julien Bryan, americký fotograf, filmař a dokumentarista († 20. října 1974)
- 12. června – Weegee, americký reportážní fotograf († 26. prosince 1968)
- 11. srpna – Jindřich Štyrský, český malíř, fotograf a básník († 21. března 1942)
- 8. září – Karel Kašpařík, český fotograf († 20. října 1968)
- 9. září – Brassaï, maďarský fotograf a sochař († 8. července 1984)
- 16. října – Herman Bergne, švédský fotograf († 15. prosince 1982)
- 21. října – Thelma Kent, novozélandská fotografka († 23. června 1946)
- 15. listopadu – Elisabeth Meyer, norská fotografka († 1968)
- 23. listopadu – Nelly Sougioultzóglou, řecká fotografka († 17. srpna 1998)
- ? – Viktor Sergejevič Kinělovskij, sovětský fotograf († 1979)
- ? – Dmitrij Georgijevič Děbabov, sovětský fotograf a novinář († 1949)
- ? – Santeri Levas, finský fotograf († 10. března 1997)
- ? – Bončo Karastojanov, bulharský fotograf a kameraman (24. ledna 1899 († 18. dubna 1962)
- ? – Boris Ignatovič, sovětský novinářský fotograf (4. dubna 1899 († 4. dubna 1976)
- ? – Ernest Bachrach, americký fotograf filmových hvězd (20. října 1899 †  24. března 1973)
- ? – Virna Hafferová, americká fotografka, grafička, malířka, hudebnice a spisovatelka († 5. dubna 1974)
- ? – Karol Piegza, polský učitel, aktivista, spisovatel, folklorista, fotograf a malíř působící na „Zaolží“ v Těšinském Slezsku (9. října 1899 – 3. února 1988)
- ? – Santeri Levas, finský spisovatel a fotograf, nejznámější svými knihami o skladateli Jeanu Sibeliusovi (8. února 1899 – 10. března 1987)
- ? – Ghitta Carellová, italská fotografka maďarského původu, dvorní fotografka v Římě (20. září 1899 – 18. ledna 1972)
- ? – Luis Benito Ramos, kolumbijský fotograf (31. prosince 1899 – 28. března 1955)

## Úmrtí v roce 1899

V tomto roce zemřela Virginia de Castiglione

- 17. ledna – Bernhard Johannes, německý fotograf a průkopník alpské fotografie (* 1846)
- 11. února – Hippolyte Délié, francouzský fotograf a orientalista (* 25. května 1841)
- 13. května – William James Harding, novozélandský fotograf (* 19. září 1826)
- 14. května – Israël David Kiek, nizozemský portrétní fotograf a průkopník fotografie (* 22. dubna 1811)
- 5. srpna – William Kinnimond Burton, britský inženýr, fotograf a spisovatel fotoknih působící v Japonsku (* 11. května 1856)
- 1. listopadu – Anastas Jovanovič, „první srbský fotograf“, který vytvořil panteon srbské fotografie (* 1817)
- 28. listopadu – Virginia de Castiglione, italsko-francouzská fotografka (* 22. března 1837)
- 21. prosince – Eugène Lamoisse, francouzský fotograf a krajinář (* 5. listopadu 1824)
- ? – Domenico Bresolin, italský fotograf (* 1814)
- ? – Amalia López Cabrera, španělská fotografka (* 1837)
- ? – Vicente Restrepo, kolumbijský spisovatel, historik, fotograf a politik. Se svým bratrem založili fotografii v Antioquii a později zastupovali francouzské výrobce surovin pro fotografii. (5. února 1837 – 5. července 1899)